# Wipers
I Wipers sono stati un gruppo punk rock statunitense formatosi a Portland, Oregon nel 1977 e composto da Greg Sage (chitarrista e cantante), Dave Koupal (bassista) e Sam Henry (batterista).
Oltre ad essere stati una delle prime band post-punk americane, con il loro sound innovativo e sperimentale esercitarono un'influenza decisiva sullo sviluppo della New wave prima e dell'alternative rock dopo.

## Storia del gruppo
Nel 1979 uscì il loro album d'esordio Is This Real?, ristampato nel 1993 dall'etichetta Sub Pop Records. Con questo disco, che si caratterizza per la forte presenza della chitarra di Sage, i Wipers cominciano a farsi conoscere nell'Est degli Stati Uniti.
È però con l'album Youth of America del 1981, molto più curato del primo, che iniziano a definire un proprio stile musicale: il brano omonimo diventerà un cult tra gli appassionati. Due anni dopo è la volta di Over the Edge, seguito nel 1985 da The Wipers.
Nel 1986 pubblicano Land of the Lost e l'anno dopo Follow Blind. Il gruppo si scioglie nel 1989 dopo aver pubblicato l'anno precedente il loro ultimo album The Circle.
All'inizio degli anni novanta Greg Sage ricompone il gruppo per altri 3 album in studio con diverse formazioni: Silver Sail nel 1993, The herd nel 1996 e Power in One nel 1999.

## Influenze
I Wipers, oltre ad aver influenzato molte band punk dell'epoca, incisero in modo determinante anche sul nascente mondo musicale New wave.
Un'altra influenza riscontrabile a distanza di anni fu quella sull'alternative rock e sul grunge: i Nirvana, loro grandi fan, coverizzarono ben due loro canzoni (D-7, contenuta nel loro EP Hormoaning del 1992 e nel box set With the Lights Out del 2004,  e Return of the Rat, contenuta anch'essa in With the Lights Out).

## Discografia

### Album in studio
- 1979 - Is This Real?
- 1981 - Youth of America
- 1983 - Over the Edge
- 1986 - Land of the Lost
- 1987 - Follow Blind
- 1988 - The Circle
- 1993 - Silver Sail
- 1996 - The Herd
- 1999 - Power in One

### Live
- 1985 - Wipers

### EP
- 1980 - Alien Boy

### Singoli
- 1978 - Better Off Dead
- 1981 - Romeo
- 1993 - Silver Sail
- 1996 - The Herd
- 1996 - Insane

### Compilation
- 1990 - The Best of Wipers and Greg Sage
- 2001 - Wipers Box Set
- 2010 - Outtakes LP